# Zambrów
Zambrów [ˈzambruf] anhörenⓘ ist eine Stadt in Polen in der Woiwodschaft Podlachien. Der Name des Ortes stammt aus dem Altpolnischen ząbr und bedeutet etwa Platz der Wisente.

## Geografische Lage
Die Stadt liegt am Fluss Jabłonka unweit der Grenze zur Woiwodschaft Masowien.

## Geschichte
Die erste Erwähnung einer fürstlichen Siedlung an der Stelle des heutigen Zambrów stammt aus dem Jahr 1283. Das Stadtrecht erhielt der Ort um 1430 nach Kulmer Recht. 1445 wurde die Stadt Sitz eines Powiat und zu dieser Zeit begann auch die Blütezeit des Ortes. 1538 bestätigte Sigismund I. das Stadtrecht von Zambrów. Während des Schwedisch-Polnischen Kriegs wurde die Stadt schwer zerstört, wurde aber aufgrund ihrer Lage am Handelsweg von Białystok nach Warschau rasch wieder aufgebaut. 1795 während der Dritten Teilung Polens kam der Ort unter preußische Herrschaft und verlor seinen Sitz als Kreis. 1807 wurde Zambrów Teil des Herzogtums Warschau und 1815 Teil Kongresspolens.
Während der Zeit unter russischer Herrschaft verlor die Stadt 1870 ihr Stadtrecht.
1885 bis 1895 waren zwei Regimenter russischer Infanterie stationiert. Nach dem Ersten Weltkrieg erlangte der Ort 1919 das Stadtrecht zurück. Im Weiteren wurden jetzt polnische Soldaten hier stationiert und es wurde eine Offiziersschule für Reservisten eröffnet. Vom 10. bis zum 13. September 1939 kam zu einer Schlacht zwischen der polnischen Armee und der Wehrmacht. Die polnische Infanterie stand unter Befehl von Oberst Stefan Kossecki und das deutsche XIX. Panzerkorps unter General der Panzertruppe Heinz Guderian. Am Ende mussten die Polen kapitulieren. Gemäß dem Hitler-Stalin-Pakt rückte die Rote Armee in die Stadt ein und es kam zu Deportationen in die Sowjetunion. Im weiteren Verlauf des Zweiten Weltkrieges rückten wieder die Deutschen in die Stadt ein. Diese richteten ein Ghetto und ein Lager für Kriegsgefangene und Zwangsarbeiter ein. 1944 rückte erneut die Rote Armee in die Stadt ein, die nun zu etwa 40 % zerstört war. 1954 wurde ein Textilunternehmen eröffnet, das etwa 3000 Menschen beschäftigte und damit der wichtigste Arbeitgeber der Stadt war.
1955 wurde Zambrów wieder Sitz eines Powiats. Bei einer Verwaltungsreform 1975 verlor es diesen Status wieder, erlangte ihn aber, bei einer erneuten Reform, 1999 wieder.

## Gemeinde
Neben der Stadtgemeinde besteht auch eine Landgemeinde Zambrów. Zur Landgemeinde gehören 71 Ortschaften mit einem Schulzenamt.

### Einwohnerentwicklung
| Jahr          | 1939  | 1946  | 2000   |
| Einwohnerzahl | 7.500 | 4.130 | 23.992 |

## Bauwerke
- die Kirche zur Heiligen Dreifaltigkeit, erbaut 1874 bis 1879
- eine Kapelle aus der Mitte des 19. Jahrhunderts
- der Friedhof und die dazugehörige Kapelle, angelegt 1795
  - das Grab der Gefallenen des Januaraufstands 1864

## Söhne und Töchter
- Samuil Iossifowitsch Aljoschin (1913–2008), russischer Dramatiker
- Schlomo Goren (1917–1994), israelischer Rabbiner
- Lech Kołakowski (* 1963), Politiker
- Józef Michalik (* 1941), römisch-katholischer Geistlicher, emeritierter Erzbischof von Przemyśl
- Philip Sendak (1894–1970), US-amerikanischer Geschäftsmann und Autor
- Hirsch Smolar (1905–1993), polnisch-israelischer Schriftsteller